# Vidéo de décapitation
Une vidéo de décapitation est un type de vidéo de propagande dans laquelle les otages sont décapités.

## Histoire
Au début du XXIe siècle, la vidéo de décapitation est utilisée par certaines organisations dans le but de terrifier leurs adversaires. Cette pratique est particulièrement utilisée par l'organisation criminelle Los Zetas au Mexique.
En Irak, ces vidéos ont été « popularisées » en 2004 par Abou Moussab Al-Zarqaoui, le chef d'Al-Qaïda en Irak. Les vidéos ont provoqué une controverse parmi les savants islamiques, dont certains les ont dénoncées comme contraires à la loi islamique ; Al-Qaïda n'a pas approuvé et Oussama ben Laden les considérait comme des relations publiques pauvres. Elles sont cependant devenus populaires auprès de certains groupes terroristes islamistes comme l'État islamique. Facebook a clarifié sa politique de publication en indiquant que ces vidéos ne seront autorisées que si elles sont affichées dans le but de  « condamner » ces actes,.
Initialement les victimes ne sont pas entièrement décapitées mais sont décrites comme « égorgées comme des moutons de l'Aïd al-Adha ». C'est le cas de Daniel Pearl début 2002 (sa dépouille est néanmoins découpée, plus tard). Ce modus operandi est une « signature » de l'État islamique, c'est pourquoi l'assassinat de Daniel Pearl est attribué à cette organisation, à tort, et il s'avèrera qu'un autre groupe pakistanais avait agi.
En 2013, l'État islamique, diverge en procédant à des décapitations complètes, de victimes travesties en orange, couleur de l'uniforme des prisonniers aux États-Unis, employé dans la prison spéciale de Guantánamo. Il est notable que ces victimes ne sont ni des prisonniers de guerre, ni des prisonniers de droit commun ayant bénéficié d'un procès équitable pour des infractions déterminées, certaines étant de simples touristes. Selon les témoignages de réfugiés irakiens, lorsqu'une ville est conquise, des hommes civils pris au hasard sont décapités pour impressionner la population. Il est donc d'usage de parler d'« otage » et d'« immolation » (et non d'exécution).
Au moins depuis le 6 février 2013, plus de 700 décapitations sont filmées et publiées sur YouTube, ainsi que partagées en Bluetooth et MMS sur les téléphones mobiles, afin de recruter des occidentaux. En août et septembre 2014, à quatre reprises une décapitation d'otage civil occidental est filmée et publiée sur YouTube par des djihadistes.
En mars 2015, les vidéos de décapitation font l'objet de parodies, des anonymes publiant de faux bêtisiers ou encore des Harlem shake.
Parallèlement, début 2015, un soldat saoudien filme et publie sur internet une décapitation qu'il encadre avec son régiment. Il s'agit cette fois d'une exécution à la suite d'une condamnation. On peut penser que le soldat voulait dénoncer cette pratique, s'agissant d'une mère de famille dont le bourreau s'y est pris à trois reprises pour réussir son acte, mais il est rapidement arrêté et accusé de trahison, un crime puni de la peine de mort.
En avril 2015, la publication reprend, avec une vidéo de libyens égorgeant 16 hommes présentés comme des chrétiens éthiopiens.